# Kupîne, Șepetivka
Kupîne (în ucraineană Купине) este un sat în comuna Hrolîn din raionul Șepetivka, regiunea Hmelnîțkîi, Ucraina.

## Demografie
Componența lingvistică a localității Kupîne
     Ucraineană (98%)
     Alte limbi (2%)
Conform recensământului din 2001, majoritatea populației localității Kupîne era vorbitoare de ucraineană (98%), existând în minoritate și vorbitori de alte limbi.